# Sojovice
Sojovice är en ort i Tjeckien.   Den ligger i regionen Mellersta Böhmen, i den centrala delen av landet, 28 km nordost om huvudstaden Prag. Sojovice ligger 180 meter över havet och antalet invånare är 441.
Terrängen runt Sojovice är platt. Runt Sojovice är det ganska tätbefolkat, med 75 invånare per kvadratkilometer. Närmaste större samhälle är Lysá nad Labem, 5,5 km öster om Sojovice. Trakten runt Sojovice består till största delen av jordbruksmark.